# Карденас Пла, Карлос де
Карлос де Карденас Пла (исп. Carlos de Cárdenas Plá; 7 июля 1932, Гавана — 6 мая 1990, Нассау) — кубинский яхтсмен. Серебряный призёр летних Олимпийских игр 1948 года, участник летних Олимпийских игр 1952 и 1960 годов.

## Биография
Карлос де Карденас родился 7 июля 1932 года в кубинском городе Гавана.
В 1948 году вошёл в состав сборной Кубы на летних Олимпийских играх в Лондоне. В классе «Звёздный» вместе с отцом Карлосом де Карденасом Кулмеллем завоевали серебряную медаль, набрав 4949 очков и уступив 879 очков выигравшему золото экипажу из США.
В 1952 году вошёл в состав сборной Кубы на летних Олимпийских играх в Хельсинки. В классе «Звёздный» вместе с отцом Карлосом де Карденасом Кулмеллем заняли 4-е место, набрав 4535 очков и уступив  3100 очков выигравшему золото экипажу из Италии.
В 1956 году вошёл в состав сборной Кубы на летних Олимпийских играх в Мельбурне. В классе «Звёздный» вместе с братом Хорхе де Карденасом заняли 13-е место, набрав 2425 очков и уступив 5194 очка выигравшему золото экипажу из СССР.
Умер 6 мая 1990 года в багамском городе Нассау.

## Семья
Отец — Карлос де Карденас Кулмелль (1904—1994), кубинский яхтсмен. Участник летних Олимпийских игр 1948, 1952 и 1956 годов.
Младший брат — Хорхе де Карденас (1933—1989), кубинский яхтсмен. Участник летних Олимпийских игр 1952, 1956 и 1960 годов.